# Neckertal
Neckertal est une commune suisse du canton de Saint-Gall, dans la circonscription électorale de Toggenburg.
Elle a été créée le 1er janvier 2009 par suite de la fusion des communes de Brunnadern, Mogelsberg et Sankt Peterzell.
Depuis le 1er janvier 2023, la commune englobe les anciennes communes de Hemberg et d'Oberhelfenschwil.